# Кисале (озеро)
Кисале (фр. lac Kisale) — озеро в Демократической Республике Конго в провинции Катанга. Площадь озера составляет около 300 км², и оно является вторым по величине из озёр впадины Упемба — обширной заболоченной территории, частично входящей в состав Национального парка Упемба.
Река Луалаба входит во впадину Упемба примерно через 40 км после выхода из водохранилища Нзило. Впадина представляет собой корытообразный грабен длиной около 400 км и шириной 100 км, идущий с юго-запада на северо-восток. К югу от озера Кисале расположено озеро Упемба, из которого вытекает Луалаба.

## Раскопки
В 1957 году Ж. Ненкин и Ж. Иерно раскопали в месте Санга свидетельства сложного социально-политического образования VIII—XII веков нашей эры: извлечены керамические и металлические предметы из кладбища железного века, обнаруженного на северном берегу озера. Считается что народ луба, живший в этой местности, одним из первых начал обрабатывать железо в Центральной Африке. К 800 году они жили в постоянных поселениях у озёр, болот и рек региона.
Плодородная почва способствовала развитию хозяйств, где выращивались такие культуры, как сорго и просо, а рыба и дичь служили источником белка. Могильные предметы включают произведения из меди, которые, по видимому, были получены в результате торговли с жителями медного пояса, расположенного дальше на юге.